# Кастији
Кастији (фр. Castilly) насеље је и општина у северној Француској у региону Доња Нормандија, у департману Калвадос која припада префектури Баје.
По подацима из 2011. године у општини је живело 290 становника, а густина насељености је износила 23,77 становника/km². Општина се простире на површини од 12,2 km². Налази се на средњој надморској висини од 40 метара (максималној 64 m, а минималној 4 m).

## Демографија
| 1962. | 1968. | 1975. | 1982. | 1990. | 1999. | 2011. |
| ----- | ----- | ----- | ----- | ----- | ----- | ----- |
| 457   | 468   | 416   | 343   | 263   | 249   | 290   |

График промене броја становника у току последњих година